# Zomerhuis Dijkstra
Het Zomerhuis Dijkstra is een rijksmonumentale vakantiewoning in Groet, gemeente Bergen. Het pand is in 1932 door Ben Merkelbach en Charles Karsten ontworpen voor de familie van advocaat Rients H. Dijkstra. In 1933 is het bouwen begonnen en een jaar later afgerond.
Dit huis is door de jaren heen altijd gebruikt door de familie Dijkstra. Aan het gebouw is vrijwel niks veranderd waardoor het ex- en interieur nog vrijwel gelijk zijn aan dat van de jaren 30 van de twintigste eeuw. Hierdoor kon het pand op 24 juni 1985 ingeschreven worden als rijksmonument en in 2012 werd het door de familie Dijkstra overgedragen aan de Vereniging Hendrick de Keyser.

## Ontwerp
In het ontwerp werd rekening gehouden met de omgeving van het pand. De architecten hielden daarbij rekening met een open karakter waarin aandacht was voor ruimte en licht.
Het ontwerp is doorslaggevend geweest om het pand als rijksmonument aan te merken. Daarnaast wordt het als representatief gezien voor de Nederlandse bijdrage aan het nieuwe bouwen.

## Exterieur
De woning is vrijstaand waardoor er rondom grote raampartijen aan zijn gebracht. De woning bestaat uit twee bouwlagen en heeft een plat dak. Het dak steekt ver uit en heeft een geprofileerde daklijst. Op het noordwesten is een uitbouw met bolrond golfplaten dak geplaatst. In deze uitbouw zijn de garage en bijkeuken gesitueerd.
De voordeur is op het noordoosten gericht. Naast de voordeur bevindt zich een schuin oplopende luifel. De verdieping aan deze zijde heeft een breed en een hoog venster. In het midden van de gevel bevindt zich het venster van het trappenhuis, in het venster zijn kleine ramen aangebracht. Het venster is, door middel van een roedeverdeling, verdeeld in vier smalle stroken.
De gevel aan de zuidoostelijke kant heeft over de volle breedte een balkon met een leuning gemaakt uit stalen buizen.
Het hele pand is uit witgeverfde baksteen opgetrokken. De vensters zijn allemaal gevat in smalle stalen kozijnen. De maten van de ramen zijn allemaal op een vaste wijze, maatverhouding, bepaald. De schuifdeuren kunnen ook opengeslagen worden, zodat deze dan de windschermen van het op het zuiden gelegen terras vormen.

## Interieur
In het interieur zijn een aantal meubels geplaatst van bekende ontwerpers. Zo is een paar beugelfauteuils van Gerrit Rietveld uit 1927 door Rients Dijkstra gekocht.